# Avdótino (Iúriev-Polski)
|  | Per a altres significats, vegeu «Avdótino». |

Avdótino (en rus: Авдотьино) és un poble de l'óblast de Vladímir, a Rússia, segons el cens del 2010 tenia 197 habitants. Pertany al districte municipal de Iúriev-Polski.